# Marie Luise Droop
Marie Luise Droop, geborene Marie Martha Luise Fritsch (* 15. Januar 1890 in Stettin, Deutsches Reich; † 22. August 1959 in Gengenbach) war eine deutsche Autorin, Übersetzerin, Regisseurin und Produzentin, die auch mit den Pseudonymen Lu Fritsch und Ludwig Fritsch arbeitete.

## Leben
Marie Luise Droop wurde als Tochter des Stettiner Zementfabrikanten Karl Georg Fritsch und seiner Frau Emmeline Albertine Elisabeth Conradine Most geboren. Nachdem sie die Höhere Töchterschule 1906 abgeschlossen hatte, ging sie zunächst an die Anglo-Continental-School in Folkestone, England und anschließend an die Kunstakademie in Brüssel. 1907 kehrte sie nach Stettin zurück und machte eine Ausbildung zur Bibliothekarin bei Erwin Ackerknecht.
Droop war bereits als Schülerin eine Verehrerin von Karl May. Sie schrieb ihm 1903 als Dreizehnjährige zum ersten Mal, daraus entwickelte sich ein jahrelanger Briefkontakt. 1908 wurde sie in Mays Heimatort Radebeul eingeladen und begegnete ihm zum ersten Mal persönlich. Er nannte sie „Lu“. Sie war seine Inspiration für Merhameh, der Hauptfigur seiner gleichnamigen Novelle. Als Karl May sich in mehreren Prozessen gegen Rufmord verteidigen musste, unterstützte sie ihn und entlarvte den angeblichen Mohawk John Ojijatheka Brant Sero, der gegen Mays Indianerdarstellung protestierte, als von Mays Prozessgegner Lebius bezahlten Strohmann. Die Presse nannte sie deshalb „Karl Mays schöne Spionin“. Dabei lernte sie den Lehrer Dr. Adolf Droop kennen, der bereits ein Buch über May veröffentlicht hatte. Sie heirateten am 7. Oktober 1912, sechs Monate nach Mays Tod.
Droop begann selbst im Stil des Exotismus zu schreiben und wurde Redakteurin im Ullstein Verlag. Ihre Geschichte Die Lieblingsfrau des Maharadscha wurde von Max Mack verfilmt und war so erfolgreich, dass noch zwei Fortsetzungen gedreht wurden. Als Produzentin betrieb Marie Luise Droop mit ihrem am 1. April 1920 gegründeten Produktionsunternehmen Ustad-Film Dr. Droop & Co. KG (1920–1928) die ersten Verfilmungen von Karl-May-Werken. In den 1920er Jahren entstand das Gros ihrer Drehbücher für Trivialfilme. Ihr Roman Kwa heri wurde 1934 unter dem Titel Die Reiter von Deutsch-Ostafrika  von Herbert Selpin verfilmt. Droop arbeitete auch als Übersetzerin aus dem Dänischen, Amerikanischen und Englischen, so übersetzte sie z. B. einige Kriminalromane von Edgar Wallace.
Sie trat bereits zum 1. September 1930 der NSDAP bei (Mitgliedsnummer 312.955).

## Filmografie
- 1916: Die Lieblingsfrau des Maharadscha, 1. Teil (Drehbuch, Vorlage)
- 1917: Die Lieblingsfrau des Maharadscha, 2. Teil (Drehbuch)
- 1918: Hofgunst (Drehbuch, Kurzfilm)
- 1918: Das Himmelsschiff (Prolog)
- 1918: Der siebente Kuß (Drehbuch)
- 1918: Siegerin Weib (Vorlage)
- 1919: Die Fahrt ins Glücksland (Drehbuch)
- 1919: Die Lumpenprinzessin (Drehbuch)
- 1919: Die Waise von Lowood (Drehbuch)
- 1919: Das Lächeln der kleinen Beate (Drehbuch)
- 1919: Lykkelandet (Drehbuch, Dänemark)
- 1919: Die Lieblingsfrau des Maharadscha. Zweiter Teil (Maharadjahens Yndlingshustru II), (Drehbuch, Dänemark)
- 1920: Die Todeskarawane (Drehbuch, Produktion)
- 1920: Die Teufelsanbeter (Drehbuch, Produktion, Regie)
- 1920: Das Fest der schwarzen Tulpe (Drehbuch, Produktion, Regie)
- 1920: Auf den Trümmern des Paradieses (Drehbuch, Produktion)
- 1920: Die Lieblingsfrau des Maharadscha, 3. Teil (Drehbuch)
- 1921: Ehrenschuld (Drehbuch)
- 1921: Prometheus (Drehbuch)
- 1922: Mignon (Drehbuch)
- 1922: Divankatzen (Drehbuch)
- 1922: Die Liebeslaube (Drehbuch)
- 1923: Um eines Weibes Ehre (Drehbuch)
- 1923: Die suchende Seele (Drehbuch)
- 1923: Das rollende Schicksal (Drehbuch)
- 1925: Aschermittwoch (Drehbuch)
- 1925: Der Mann um Mitternacht (Drehbuch)
- 1925: Volk in Not (Drehbuch)
- 1925: Die eiserne Braut (Drehbuch)
- 1925: Das alte Ballhaus (2 Teile, Drehbuch)
- 1926: Kampf der Geschlechter (Drehbuch)
- 1926: Die Wiskottens (Drehbuch)
- 1926: In Treue stark (Drehbuch)
- 1927: Deutsche Frauen – Deutsche Treue (Drehbuch)
- 1927: Die Tochter des Kunstreiters (Drehbuch)
- 1927: Stolzenfels am Rhein (Drehbuch)
- 1927: Steh’ ich in finstrer Mitternacht (Drehbuch)
- 1927: Das Mädchen aus Frisco (Drehbuch)
- 1928: Was ist los mit Nanette? (Drehbuch)
- 1929: Es war einmal ein treuer Husar (Drehbuch)
- 1929: Der Sittenrichter (§ 218) (Drehbuch)
- 1929: Morgenröte (Drehbuch)
- 1929: Mädchen am Kreuz (Drehbuch)
- 1930: Sturm auf drei Herzen (Drehbuch)
- 1933: Drei blaue Jungs – ein blondes Mädel
- 1934: Die Reiter von Deutsch-Ostafrika (Drehbuch)
- 1936: Die Drei um Christine (Drehbuch)